# Himantostylus intermedius
Himantostylus intermedius är en tvåvingeart som beskrevs av Lutz 1913. Himantostylus intermedius ingår i släktet Himantostylus och familjen bromsar. Inga underarter finns listade i Catalogue of Life.